# Limnophora parviseta
Limnophora parviseta este o specie de muște din genul Limnophora, familia Muscidae, descrisă de Malloch în anul 1934. Conform Catalogue of Life specia Limnophora parviseta nu are subspecii cunoscute.